# 阿曼教育
阿曼提供國民從初等到中等學校課程結束時的免費教育；而阿曼的識字率，在2004年時為77.1%。
阿曼的教育系統在20世紀70年代到80年代迅速地擴張，2000年到2001年之間，總計有316,889個學生就讀小學、以及254,496個學生接受中等教育。另外也有許多以提高成人識字率為目的的課程。高等教育方面，在阿曼首都馬斯喀特附近的一所國立大學卡布斯蘇丹大學（Sultan Qaboos University），創立於1980年，1995年時有4296位學生。
1998年時，阿曼政府的教育經費，大約佔當年國民生產總值(GNP)的4.5%。